# Доња Дубница (Подујево)
Доња Дубница (алб. Dumnicë e Poshtëme) је насеље у општини Подујево на Косову и Метохији. Атар насеља се налази на територији катастарске општине Доња Дубница површине 2051 ha. Доња Дубница код Подујева некада је била српско село. Први пут се помиње у турском попису из 1455. године, када је у селу било 9 српских кућа, међу којима и дом православног попа. Зна се да је у то време постојала и мала сеоска црква. Старији албански родови почели су да се досељавају у Доњу Дубницу почетком друге половине 18. века, а млађи након рата 1878. године.
Овде се налази Споменик природе „Стабло цера у селу Доња Дубница — Кнежевић Махала“.

## Демографија
Насеље има албанску етничку већину.
Број становника на пописима:
- попис становништва 1948. године: 1737
- попис становништва 1953. године: 1812
- попис становништва 1961. године: 1866
- попис становништва 1971. године: 2174
- попис становништва 1981. године: 2624
- попис становништва 1991. године: 2951